# نگهبان جوان
نگهبان جوان (روسی: Молодая гвардия) یک فیلم دو قسمتی روسی به کارگردانی سرگئی گراسیموف است که بر پایهٔ رمانی اثر آلکساندر فادیف ساخته و در سال ۱۹۴۸ منتشر شد.

## بازیگران
- ولادیمیر ایوانف
- اینا ماکارووا
- نونا ماردوکووا
- الکساندر آنتونف
- یوگنی مورگونوف
- سرگئی باندارچوک
- الکساندر خویلیا